# Thumaide
Thumaide est une section de la commune belge de Belœil située en Wallonie picarde dans la province de Hainaut. C'était une commune à part entière avant la fusion des communes de 1977.
La localité abrite un incinérateur.

## Géographie

### Situation
Village agricole réputé pour ses éoliennes et son incinérateur, Thumaide s'étend à une altitude variant de 39 m au sud du territoire à 75 m au nord, entre ses quatre éoliennes.
Il est traversé par la N50, une route importante qui relie plusieurs localités de la région. Celle-ci traverse le village de l'est jusqu'au sud-ouest.

## Évolution démographique
- Sources : INS, Rem. : 1831 jusqu'en 1970 = recensements, 1976 = nombre d'habitants au 31 décembre.

## Galerie

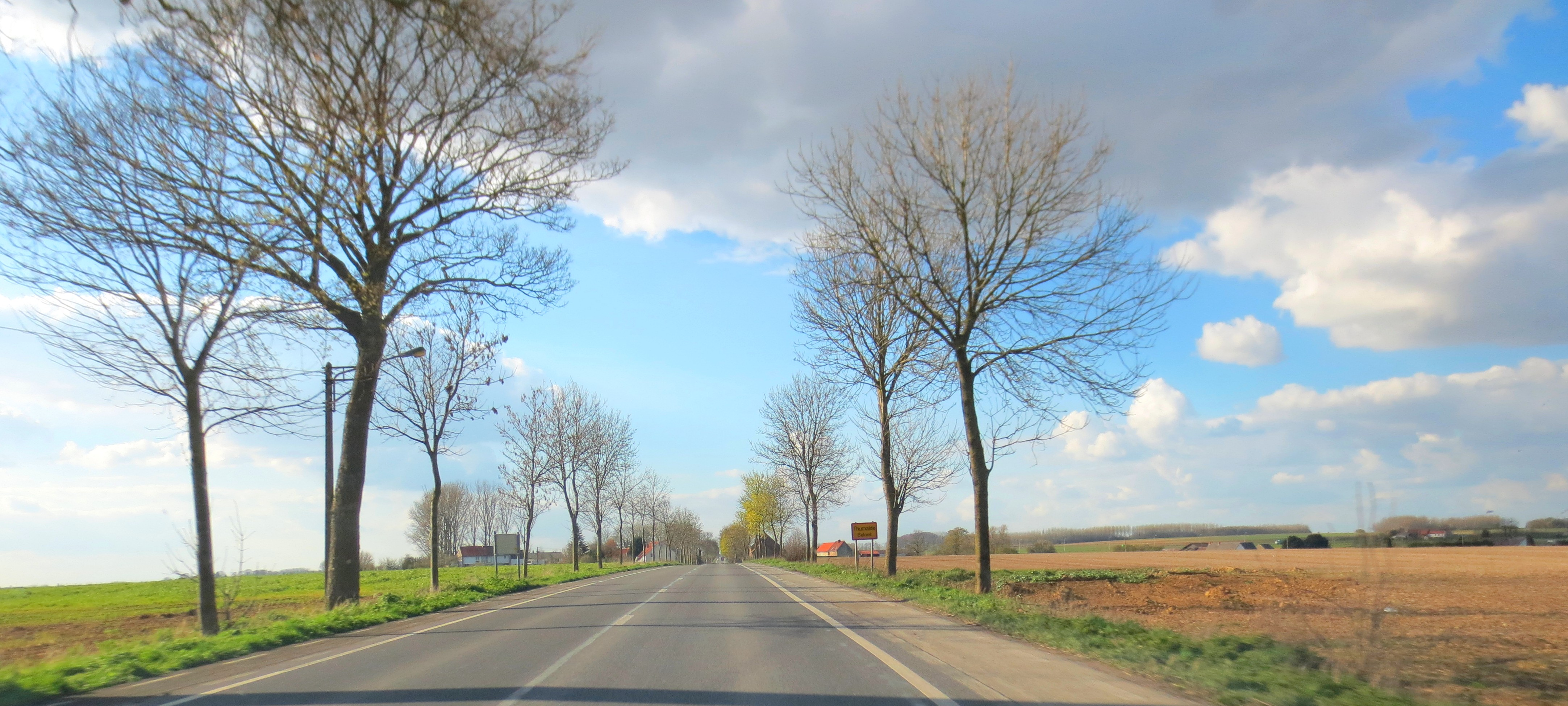
La route.
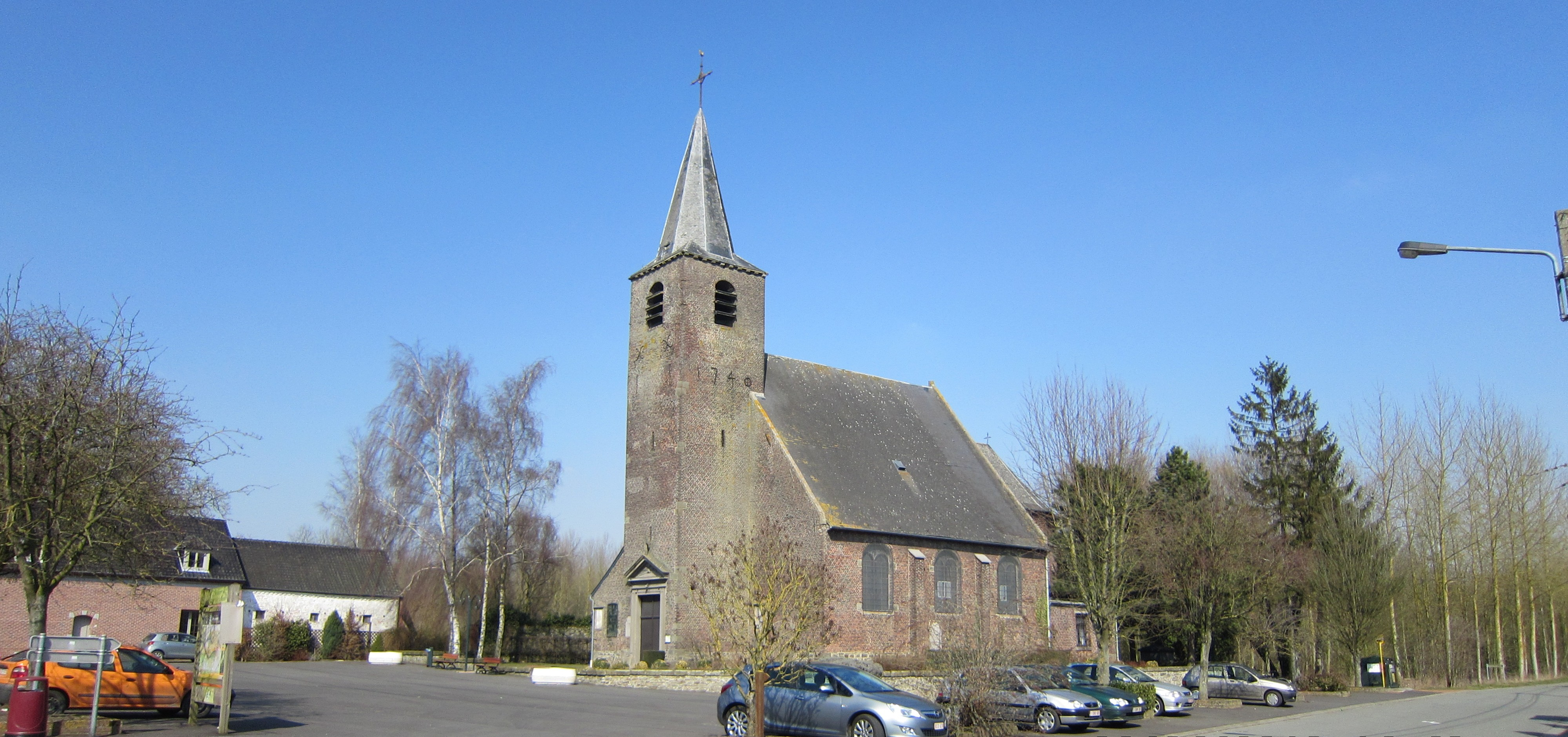
La place.